# Hoplestigma
Hoplestigma là một chi thực vật có hoa từng được coi là chi duy nhất thuộc họ Hoplestigmataceae. Tuy nhiên, nhiều nhà thực vật học không công nhận họ này mà đặt chi Hoplestigma vào họ Boraginaceae nghĩa rộng hoặc họ Cordiaceae (khi được coi là một phần của họ Boraginaceae nghĩa rộng). Hệ thống APG III (2009) chuyển chi này sang họ Boraginaceae nghĩa rộng. Chi này có 2 loài. Cả hai đều là cây gỗ sinh sống ở Tây Phi.
Một nghiên cứu phấn hoa năm 1989 gợi ý rằng Hoplestigma có thể có quan hệ họ hàng với họ Ehretiaceae. Trong so sánh các trình tự DNA  của DNA lục lạp vào năm 2014, người ta thấy Hoplestigma tạo thành một nhánh được hỗ trợ mạnh với Coldenia và các chi thường xuyên được đặt trong họ Cordiaceae. Các tác giả của nghiên cứu này khuyến cáo rằng Hoplestigma và Coldenia nên được gộp trong Cordiaceae.

## Từ nguyên
Tên chi Hoplestigma có nguồn gốc từ tiếng Hy Lạp hople nghĩa là "móng chẻ đôi" và stigma nghĩa là "đầu nhụy hoa". Tên gọi khoa học này là để nói tới vòi nhụy chẻ đôi.

## Các loài
- Hoplestigma klaineanum Pierre, 1899
- Hoplestigma pierreanum Gilg, 1908